# Sleeping Car
Sleeping Car is een Britse filmkomedie uit 1933 onder regie van Anatole Litvak. De film werd destijds uitgebracht onder de titel De controleur van de slaapwagen.

## Verhaal
De Franse controleur van een slaapwagen begint een relatie met een rijke weduwe. Ze willen gaan trouwen. Hij weet echter niet dat zij alleen met hem wil trouwen, omdat ze in Frankrijk wil blijven.

## Rolverdeling
| Acteur            | Personage     |
| ----------------- | ------------- |
| Madeleine Carroll | Anne          |
| Ivor Novello      | Gaston        |
| Laddie Cliff      | Pierre        |
| Kay Hammond       | Simone        |
| Claud Allister    | Baron Delande |
| Stanley Holloway  | François      |
| Vera Bryer        | Jenny         |
| Ivor Barnard      | Durande       |